# Decadimento esponenziale

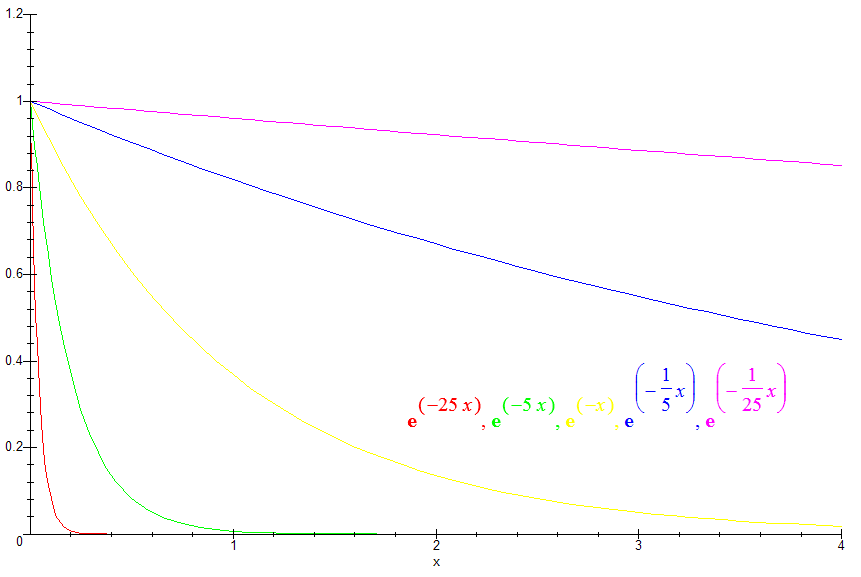
Rappresentazione grafica di decadimenti con costanti di tempo di 25, 5, 1, 1/5, e 1/25.

Una quantità è soggetta a decadimento esponenziale se diminuisce a una velocità proporzionale al suo valore corrente.

## Equazione del decadimento esponenziale
Data una quantità il cui valore è N(t) al tempo t, il decadimento esponenziale in funzione del tempo è espresso dall'equazione differenziale
{\displaystyle {\frac {dN(t)}{dt}}=-\lambda N(t).}
dove λ è un numero detto costante di decadimento. La soluzione di questa equazione è:
{\displaystyle N(t)=N_{0}e^{-\lambda t}.}
dove {\displaystyle N(t)} è la quantità al tempo {\displaystyle t}, e {\displaystyle N_{0}=N(0)} è la quantità iniziale, al tempo {\displaystyle t=0}.
In alternativa si può scrivere
{\displaystyle N(t)=N_{0}e^{-t/\tau }}
dove:
{\displaystyle \tau ={\frac {1}{\lambda }}}
è detta costante di tempo ed è il tempo necessario a ridurre la quantità iniziale di circa il 63,21%.
L'equazione che descrive il decadimento esponenziale si può scrivere
{\displaystyle {\frac {dN(t)}{N(t)}}=-\lambda \,dt}
integrando si ottiene
{\displaystyle \ln N(t)=-\lambda t+C}
dove C è la costante di integrazione, e quindi
{\displaystyle N(t)=e^{C}e^{-\lambda t}=N_{0}e^{-\lambda t}}
dove la sostituzione finale {\displaystyle N_{0}=e^{C}} è ottenuta valutando l'equazione al tempo {\displaystyle t=0}. Inoltre λ è l'autovalore dell'operatore differenziale con {\displaystyle N(t)} la relativa autofunzione. Il decadimento si misura in s−1.

## Concetti derivati

### Vita media
Dato un insieme di elementi, il cui numero decresce col tempo fino a diventare nullo, la vita media {\displaystyle \tau } è il valore atteso del tempo che un elemento resta nell'insieme prima di esserne rimosso.
Data la quantità di elementi
{\displaystyle N(t)=N_{0}e^{-\lambda t}}
si ha:
{\displaystyle 1=\int _{0}^{\infty }c\cdot N_{0}e^{-\lambda t}\,dt=c\cdot {\frac {N_{0}}{\lambda }}}
con c costante di normalizzazione:
{\displaystyle c={\frac {\lambda }{N_{0}}}}
Si nota che il decadimento esponenziale è un multiplo della distribuzione esponenziale, che ha un valore atteso ben noto. Usando l'integrazione per parti:
{\displaystyle \tau =\langle t\rangle =\int _{0}^{\infty }t\cdot c\cdot N_{0}e^{-\lambda t}\,dt=\int _{0}^{\infty }\lambda te^{-\lambda t}\,dt={\frac {1}{\lambda }}}

### Decadimento in più fasi
Una quantità può decadere passando per due o più processi contemporaneamente, che in generale hanno differenti probabilità di verificarsi. Il valore di N è dato dalla somma dei possibili percorsi, e nel caso di due processi:
{\displaystyle -{\frac {dN(t)}{dt}}=N\lambda _{1}+N\lambda _{2}=(\lambda _{1}+\lambda _{2})N.}
La soluzione è data nel paragrafo precedente, dove la somma dei {\displaystyle \lambda _{1}+\lambda _{2}} è trattata come una nuova costante di decadimento totale {\displaystyle \lambda _{c}}.
{\displaystyle N(t)=N_{0}e^{-(\lambda _{1}+\lambda _{2})t}=N_{0}e^{-(\lambda _{c})t}.}
Dal momento che {\displaystyle \tau =1/\lambda }:
{\displaystyle {\frac {1}{\tau _{c}}}=\lambda _{c}=\lambda _{1}+\lambda _{2}={\frac {1}{\tau _{1}}}+{\frac {1}{\tau _{2}}}}
{\displaystyle \tau _{c}={\frac {\tau _{1}\tau _{2}}{\tau _{1}+\tau _{2}}}.\,}

### Tempo di dimezzamento
Un parametro caratteristico del decadimento esponenziale è il tempo di dimezzamento, definito come il tempo occorrente per ridurre la quantità del 50%. Esso è legato alla costante di tempo dalla formula:
{\displaystyle t_{1/2}={\frac {\ln 2}{\lambda }}=\tau \ln 2}
La formula si ricava partendo dalla legge del decadimento radioattivo:
{\displaystyle N(t)=N_{0}e^{-\lambda t}}
Definendo {\displaystyle t_{1/2}} in tempo in cui il numero {\displaystyle N_{0}} si dimezza, si pone:
{\displaystyle N(t_{1/2})=N_{0}e^{-\lambda t_{1/2}}={\frac {N_{0}}{2}}}
Esplicitando {\displaystyle t_{1/2}} si ottiene la formula del tempo di dimezzamento.
Nel caso di due processi si ha
{\displaystyle T_{1/2}={\frac {t_{1}t_{2}}{t_{1}+t_{2}}}\,={\frac {\ln 2}{\lambda _{c}}}={\frac {\ln 2}{\lambda _{1}+\lambda _{2}}}}
dove {\displaystyle t_{1}} è il tempo di dimezzamento del primo processo, e {\displaystyle t_{2}} del secondo.
Nel caso di tre processi, infine:
{\displaystyle T_{1/2}={\frac {t_{1}t_{2}t_{3}}{(t_{1}t_{2})+(t_{1}t_{3})+(t_{2}t_{3})}}={\frac {\ln 2}{\lambda _{c}}}={\frac {\ln 2}{\lambda _{1}+\lambda _{2}+\lambda _{3}}}}

## Applicazioni nelle scienze naturali
- In un radionuclide che subisce un decadimento radioattivo con cui acquista un differente stato, il numero di atomi nello stato originale segue un decadimento esponenziale.
- Se un oggetto ad una temperatura è immerso in un mezzo a temperatura differente, il calo di temperatura segue un decadimento esponenziale.
- Nei circuiti RC la carica elettrica contenuta in un condensatore carico e posto su una resistenza decade esponenzialmente; in questo caso la costante di tempo è τ = R·C[2]